# Melania Gabbiadini
Melania Gabbiadini (Calcinate, Provincia de Bérgamo, Italia, 28 de agosto de 1983) es una exfutbolista y exjugadora de fútbol sala italiana que jugaba de delantera.

## Trayectoria
Su primer equipo fue el ACF Bergamo. En 2004 fichó por el AGSM Verona, con el que ha ganado 5 ligas italianas, 2 Copas Italia y 3 Supercopas italianas. Además con el club veronés ha llegado a las semifinales de la Liga de Campeones.
Después del retiro en 2017, fichó por el Noalese 2013 de la Serie A2 italiana de fútbol sala femenino, donde jugó hasta 2019.

## Selección nacional
Gabbiadini debutó con la selección italiana en abril de 2003, en un amistoso contra Holanda. 
Ha jugado las Eurocopas de 2005, 2009 y 2013. En las de 2005 y 2013 fue la máxima goleadora italiana con dos tantos. 

## Clubes
| Club        | País   | Año       |
| ----------- | ------ | --------- |
| ACF Bergamo | Italia | 2002-2004 |
| AGSM Verona | Italia | 2004-2017 |

## Palmarés

### Campeonatos nacionales
| Título              | Club        | País   | Año       |
| ------------------- | ----------- | ------ | --------- |
| Serie B             | ACF Bergamo | Italia | 2001-2002 |
| Serie A Femenina    | AGSM Verona | Italia | 2004-2005 |
| Supercopa de Italia | AGSM Verona | Italia | 2005      |
| Copa Italia         | AGSM Verona | Italia | 2005-2006 |
| Serie A Femenina    | AGSM Verona | Italia | 2006-2007 |
| Copa Italia         | AGSM Verona | Italia | 2005-2006 |
| Supercopa de Italia | AGSM Verona | Italia | 2007      |
| Serie A Femenina    | AGSM Verona | Italia | 2007-2008 |
| Supercopa de Italia | AGSM Verona | Italia | 2008      |
| Serie A Femenina    | AGSM Verona | Italia | 2008-2009 |
| Serie A Femenina    | AGSM Verona | Italia | 2014-2015 |

## Personal
Su hermano pequeño Manolo también es un futbolista internacional y actualmente se desempeña como delantero en la Sampdoria de Génova, en la Serie A italiana.